# Anthony Hewish
Anthony Hewish (Fowey, 11. svibnja 1924.), britanski radioastronom. Od 1971. bio je profesor na Sveučilištu u Cambridgeu. Bio je voditelj istraživačke grupe okupljene na ispitivanju astronomskih izvora radioemisija. J. B. Burnell, studentica u njegovoj grupi, uočila je u pozadini slučajnoga treperenja (kakvo dolazi, kao i kod zvijezda, od plinova između izvora i opažača) mjesto na nebu s kojega su stizali pravilni pulsevi takva radiošuma. Isprva se mislilo da bi se brzi pulsevi reda sekunde, nepoznati u astronomiji, mogli pripisati izvanzemaljskoj civilizaciji. Ubrzo je pronađeno još takvih izvora, nazvanih pulsarima. Oni su objašnjeni neutronskim zvijezdama, koje mogu podnijeti tako velike brzine vrtnje (rotacije). Za to je otkriće Hewish s M. Ryleom 1974. podijelio Nobelovu nagradu za fiziku (dodjela nagrade voditelju grupe, a ne konkretnom istraživaču, izazvala je polemiku). Bio je član Kraljevskog društva (eng. Royal Society) od 1968.